# Johannes Baptista van Aefferden
Johannes Baptista Alexander Franciscus Josephus van Aefferden (Venlo, 21 juli 1767 - Roermond, 9 juni 1840) was een Zuid-Nederlandse edelman, die stamde uit een Noord-Nederlandse familie.

## Levensloop
Van Aefferden was een zoon van Ernest van Aefferden, heer van Cosen en Meyer, algemeen ontvanger van Gelderland in Venlo, en van Marie-Isabelle de Cabannes.
In 1816 werd hij benoemd in de Ridderschap van de provincie Limburg en erkend in de erfelijke adel. Hij werd lid van de Provinciale Staten van Limburg en lid van het stadsbestuur van Roermond.
Hij trouwde in 1802 met jonkvrouw Maria-Agnès Petit (1779-1861), weduwe van Jean Smets en dochter van de Roermondse rechter Pierre Petit. Ze hadden verschillende kinderen, die Nederlands onderdaan bleven terwijl een onder hen de Belgische nationaliteit verkoos.
Het ging om Albert van Aefferden (1808-1892). Hij trouwde met barones Mathilde de Rosen de Dilsen (1823-1885). Ze kregen zes kinderen, van wie nageslacht in België (voornamelijk in de Oostkantons) en Nederland (voornamelijk in Roermond) voortkwam. Albert was ontvanger van belastingen, douane en accijnzen in Hooglede. In 1871 kreeg hij de titel burggraaf, overdraagbaar op al zijn afstammelingen.